# Choristoneura
Genre
Choristoneura est un genre de lépidoptères (papillons) de la famille des Tortricidae, c'est-à-dire des « tordeuses ».

## Au Canada
Au Canada, Choristoneura fumiferana (Clemens), désigne la tordeuse des bourgeons de l'épinette. Très dévastatrice, on la retrouve dans toutes les provinces canadiennes.  La tordeuse des bourgeons de l'épinette a comme principaux hôtes l'épinette blanche, l'épinette rouge, l'épinette noire et le sapin baumier, qui est de loin son essence préférée. En période épidémique, on peut aussi la rencontrer sur d'autres essences résineuses.

## Espèces rencontrées en Europe
- Choristoneura albaniana (Walker 1863)
- Choristoneura bracatana (Rebel 1894)
- Choristoneura diversana (Hübner 1817)
- Choristoneura hebenstreitella (Müller 1764)
- Choristoneura lafauryana (Ragonot 1875)
- Choristoneura murinana (Hübner 1799)
- Choristoneura simonyi (Rebel 1892)